# テニュア
テニュア（英: tenure、academic tenure）は、大学等の高等教育における教職員の終身雇用資格（期間の定めのない労働契約）である。

## 学術上のテニュア
米国、カナダ等の北米の大学においては、博士号取得後、任期付きの講師（lecturer）、博士研究員（post-doctorate researcher)、そしてテニュアトラックの助教（tenure-track assistant professor、アシスタント・プロフェッサー）のいずれかのポジションを取得することで、大学に勤務することとなる。テニュアは米国大学教員協会(AAUP) によると、基本的には「審査期間を成功裡に満了後は、教員は正当なる理由又は特別の環境が存在し、かつ教員委員会での聴聞後でないと解雇できないという取決め」のことである。
本来は優秀な研究者に与えられる終身身分保障制度（tenure for life）であり、学問の自由を保障する意味が強調されていたが、昨今は経済的安定の側面も存在する。

## テニュア取得までの期間とプロセス（テニュアトラック）
米国の大学においてはAAUPの基準もあり、どの大学でもある程度類似の基準が用いられている。テニュア審査応募資格としては
- テニュアトラック[1][2]のポジションに在籍（つまり博士号取得済が前提）
- 審査期間（通常はファイル提出時点までの5年間）成功裡に勤務してきた実績
- 最低でもアシスタント・プロフェッサーの肩書き保持

が基本条件であり、6年目の初頭早々に応募者が在籍大学のガイドラインと書式に沿って自分で作成したファイルを提出し、各委員会の審査を通過していくこととなる。米国大学においては研究活動、教育活動、雑務事務（学内自治）の3本柱を全て過誤なくこなしている上で、かつ研究活動においては査読付き学術論文を複数発表、審査付学会報告を複数していないと、いかに他の2分野に優れていても研究者としての終身身分保障であるテニュア取得は困難と信じられている。
また、アシスタント・プロフェッサーからテニュア審査を申請する際は、准教授への昇進も同時に申請することになるため、昇進・テニュア審査申込を同時に行うことになる。
米国の大学においては、学術年度は9月に開始し5月までとなるが、5年目の5月には申請意図を明示し、夏季期間に外部審査員の推薦状取付、9月には完成したファイル（申請書）を申請者が完成させる必要がある。その後、学科昇進・テニュア委員会投票、学部昇進・テニュア委員会投票、学部長の意見書、次に大学全体の昇進・テニュア委員会投票、副学長意見書を経て、学長の意見書、その後、外部委員からなる理事会の審議投票を得て完了となる（州立大学の場合は、理事会後にもう一つ、州政府教育委員会審査が必要）。この時点で翌年の5〜6月になるのが通常であり、1年がかりのプロセスとなる場合が多い。

## テニュア審査後
テニュア審査でテニュアが認められた場合
6年目満了前に、通常は学事トップである副学長（Provost) から「次学術年度よりテニュア供与する」旨の書面通知が回付される。
テニュア審査でテニュアが認められなかった場合
基本的には7年目は、更新不可能な1年間任期付きのアシスタント・プロフェッサー扱いとなるため、この1年間を利用して、別の大学で環境を変えて再びテニュアトラックで研究者として再挑戦する職場探しを行うか、テニュアトラックのプレッシャーを避けて、単年度又は複数年度任期付き教員（非常勤）として教鞭を執っていくかの決断を迫られることとなる。